# السکریه، ادلب
السکریه (به عربی: السکریة) یک روستا در سوریه است که در ناحیه مرکزی جسر الشغور واقع شده‌است. السکریه ۹۶۷ نفر جمعیت دارد.